# TOMORROW MOON
『TOMORROW MOON』は、早瀬優香子6枚目のオリジナル・アルバム。1997年12月16日にエアーズ（バンダイ・ミュージックエンタテインメント）からリリースされた。

## 概要
上田知華プロデュース。パリにてミックスダウンが行われた。早瀬本人が作詞5曲を手がけている。
1990年頃レコーディング、延期に延期を重ね1992年06月25日にシックスティレコード（販売元はワーナーミュージック・ジャパン）からリリース予定が結局中止。
収録曲『あの日もジェット機を見ていた』はアルバムと同じ1992年6月25日にシングルとして発売される予定だった。
収録曲の『MAMA, DON'T WORRY』は2度目のアルバム発売予定だった1993年3月24日の一ヶ月前の1993年2月24日に先行シングルとして発売される予定だった。
1997年12月16日にエアーズ（販売元はバンダイ・ミュージックエンタテインメント）から唐突にリリースされた。
2004年プリズム（販売：コロムビアミュージックエンタテインメント）再発盤は1997年盤をスキャンし復元しているためブックレットの写真の画素が悪く、またブックレットサイズが通常の12cm×12cmより小さい。
ROCKIN'ON JAPAN（1994年）に本作発売中止の経緯が掲載されている。同書によると発売中止が決定した後、プロデュースした上田本人が本作収録曲を自身のアルバムに収録し発表したとされているが、全曲は上田の作品に収録されておらず、上田は生前本作全ての楽曲をセルフカバーしていない他、デモ音源も公開していない。
歌詞カード裏表紙に使用された写真は、本作のために撮影されたものではなく1986年に発売した雑誌『STUDIO VOICE』の時の別カットである。クレジットされていないが、撮影は早瀬のアルバム『amino co de ji』のジャケット写真も手掛けた上田義彦によるもの。

## 収録曲
作詞（特記以外）・全作曲・全編曲：上田知華　作詞：早瀬優香子（2,3,6,7,9）
1. MAMA, DON'T WORRY
  - 1993年2月24日（SXDR-105）にシングル発売予定があった。
2. 1989,シェットランドホテルで
  - シングル「あの日もジェット機を見ていた」のC/Wに収録予定だった。
3. キッチンから見える月
  - 1997年の商品化される前にカヒミ・カリィがラジオパーソナリティを務めるNHK-FM「ミュージック・パイロット」でオンエアしたことがある。
4. よく晴れた日 （Instrumental）
5. アイリーン
6. talking about TOMORROW MOON
7. 東京の夜
8. あの日もジェット機を見ていた
  - 1992年6月25日（WPDL-4292）にシングル発売予定があった。
  - シングル「MAMA, DON'T WORRY」のC/Wにも収録予定だった。
  - 柴田由紀子が1995年のアルバム『ファルセット』（SRCL-3410）でカバー。
9. 目覚め

## クレジット
- Sound Producer：上田知華
- Guitar：窪田晴男
- Bass：藤沢秀樹
- Programmer：久保幹一郎
- Engineer：Jean-claude Charvier
- Mastering Engineer：川崎洋
- Mastering Organized by UNLIMITED MUSIC INC.
- Recording Studio：スタジオ・インパルス、マグネットスタジオ、セディックオーディオスタジオ、スタジオモンマルトル（パリ）
- Mastering Studio：ビクタースタジオ
- Photographer：庄嶋興志秀
- Jaket Design：有川政士（GLIDE CO, INC.）
- Producer：三野明洋
- Executive Producer：松崎澄夫（アミューズ）、小澤達夫（エアーズ）

## 発売形態
| 形態 | 発売日         | 品番      | 発売元                                                    | 備考             |
| ---- | -------------- | --------- | --------------------------------------------------------- | ---------------- |
| CD   | 1992年06月25日 | WPCL-656  | SIXTY RECORDS 販売元：ワーナーミュージック・ジャパン      | ※発売中止        |
| CD   | 1993年03月24日 | SXCR-602  | SIXTY MUSIC NETWORK 販売元：BMGビクター                   | ※2度目の発売中止 |
| CD   | 1997年12月16日 | AYCA-1003 | エアーズ 販売元：バンダイ・ミュージックエンタテインメント | ※初商品化        |
| CD   | 2004年03月17日 | PWCP-1006 | プリズム 販売元：コロムビアミュージックエンタテインメント | ※再発売          |